# Lycosa fulviventris
Lycosa fulviventris är en spindelart som först beskrevs av Kroneberg 1875.  Lycosa fulviventris ingår i släktet Lycosa och familjen vargspindlar.
Artens utbredningsområde är Uzbekistan. Inga underarter finns listade i Catalogue of Life.